# Talang 2022
Talang 2022 var den tolfte säsongen av svenska Talang. Säsongen sändes på TV4 med start den 14 januari. Programledare var Pär Lernström och juryn bestod av Sarah Dawn Finer, David Batra, Bianca Ingrosso och Edward af Sillén. Samir Badran valde att lämna programmet efter säsong elva.
Vinnare av säsongen blev Aron Eriksson-Aras.